# Ansonia ornata
Ansonia ornata o Ghatophryne ornata és una espècie d'amfibi que viu a l'Índia, concretament als Ghats Occidentals, d'on és endèmica. Aquest gripau es troba en perill d'extinció segons els criteris de la Unió Internacional per a la Conservació de la Natura.
La seva pell és negra i presenta tonalitats grises, vermelles i grogues en determinades parts del cos. Les potes anteriors són molt més llargues que les posteriors, que es troben a prop del cos. Viu en les esquerdes de les roques a prop de l'aigua i es troba actiu tant de nit com de dia.